# Rua Jerônimo Coelho (Joinville)
A Rua Jerônimo Coelho é uma importante via arterial da cidade catarinense de Joinville. Localizada no centro da urbe, interliga a Rua do Príncipe com a Avenida Dr. Paulo Medeiros.
Sua denominação é uma homenagem ao militar, político e jornalista brasileiro, Jerônimo Francisco Coelho. Jerônimo editou o primeiro jornal da província de Santa Catarina: "O Catharinense".